# セレニティ (ポルノ女優)
セレニティ（Serenity, 1969年10月29日 - ）は、アメリカ合衆国・ミズーリ州フォート・レオナード・ウッド出身のエロティックダンサー・ポルノ女優。セレニティ・ワイルド (Serenity Wilde) とクレジットされることもある。

## 来歴
セレニティは軍事基地で生まれ、生後1ヶ月後には出生の地を離れ全米の至る場所で育った。彼女はスミスフィールド (ロードアイランド州) で過ごし、スミスフィールド・ハイスクールに通った。若い頃からのバレエの素養を活かしエキゾチックダンサーとなり、1993年にラスベガスで開催されたトップレス・ダンサーの世界選手権に優勝した。セレニティは、ラスベガスの4つの主要なホテルで踊った。1992年、ウィックド・ピクチャーズ (Wicked Pictures) の映画『Jennifer Ate』でアダルトビデオに初出演した。
セレニティはウィックド・ピクチャーズと最も長期の契約を結んだスターの1人であった。彼女は2000年の『Double Feature』及び2001年の『M: Caught in the Act』とAVNで最優秀主演女優賞を獲得し、（2008年）現在に至るまで同賞を連続受賞した、最初で唯一の女優となった。
セレニティは人気ケーブルテレビ番組であったE! チャンネルの『Wild On!』シリーズで何度も司会を務めるなど、一般にも数多く露出した。
セレニティは様々な性具を製造する会社、ラスベガス・ノベルティーズをマーク・グッドレムとともに設立した。ラスベガス・ノベルティーズの全製品は、ジュエル・デ・ナイル、カイリー・アイルランド、ジャクリーン・リックなどの著名なポルノスターによって広められた。成功した6年後に、セレニティはラスベガス・ノベルティーズをパイプドリーム・プロダクツに売却した。
2004年9月、彼女はポルノ映画からの引退を発表した。個人サイト（www.serenity.net）の運営と更新は継続している。
セレニティはベジタリアンで、どんなに忙しい旅行日程を組まれていようとも、常にその土地の野菜料理を食すという。

## 受賞
- 2000年 AVN 最優秀主演女優賞（ビデオ） - 『Double Feature』[4]
- 2001年 AVN 最優秀主演女優賞（ビデオ） - 『M: Caught in the Act』[4]
- 2005年 AVN殿堂入り[5]
- 2007年 XRCO殿堂入り[6]

## 出演作の一部
- 1993年 - 『巨乳令嬢物語 (Assent of a Woman)』
- 1994年 - 『ミス・ジョーンズの背徳'95/地獄 (The Devil in Miss Jones 5: The Inferno)』
- 1996年 - 『ミシガン州立名門淫獣女学院 (Cheerleader Strippers)』
- 1997年 - 『ザ・レースクイーン (Jenna's Built for Speed)』
- 1998年 - 『官能天国5/U.S.A.クライマックス・シャワー (Essentially Juli)』
- 1998年 - 『邪夢猫　SHAMUNEKO (The Other Side of Serenity)』
- 1998年 - 『発情ヴァンパイア (Pornogothic)』
- 1999年 - 『Double Feature』
- 2000年 - 『M: Caught in the Act』